# Tetridia violaceotincta
Tetridia violaceotincta là một loài bướm đêm trong họ Crambidae.